# Verhulitsa
Verhulitsa (setukesiska: Veerulitsa eller Vehrutsa, även Verhuulitsa, Vehrulitsa, Verhulitse, Veeru, Allika eller Haldja) är en by (estniska: küla) i Setomaa kommun i landskapet Võrumaa i sydöstra Estland. Byn ligger sydöst om småköpingen Värska, vid gränsen mot Ryssland.
I kyrkligt hänseende hör byn till Räpina församling inom den Estniska evangelisk-lutherska kyrkan.
Före kommunreformen 2017 hörde byn till dåvarande Värska kommun i landskapet Põlvamaa.